# Tiszai Kőolajipari Vállalat
A Tiszai Kőolajipari Vállalat (TIFO) kőolaj-finomító cég Tiszaújvárosban.

## Kezdetek

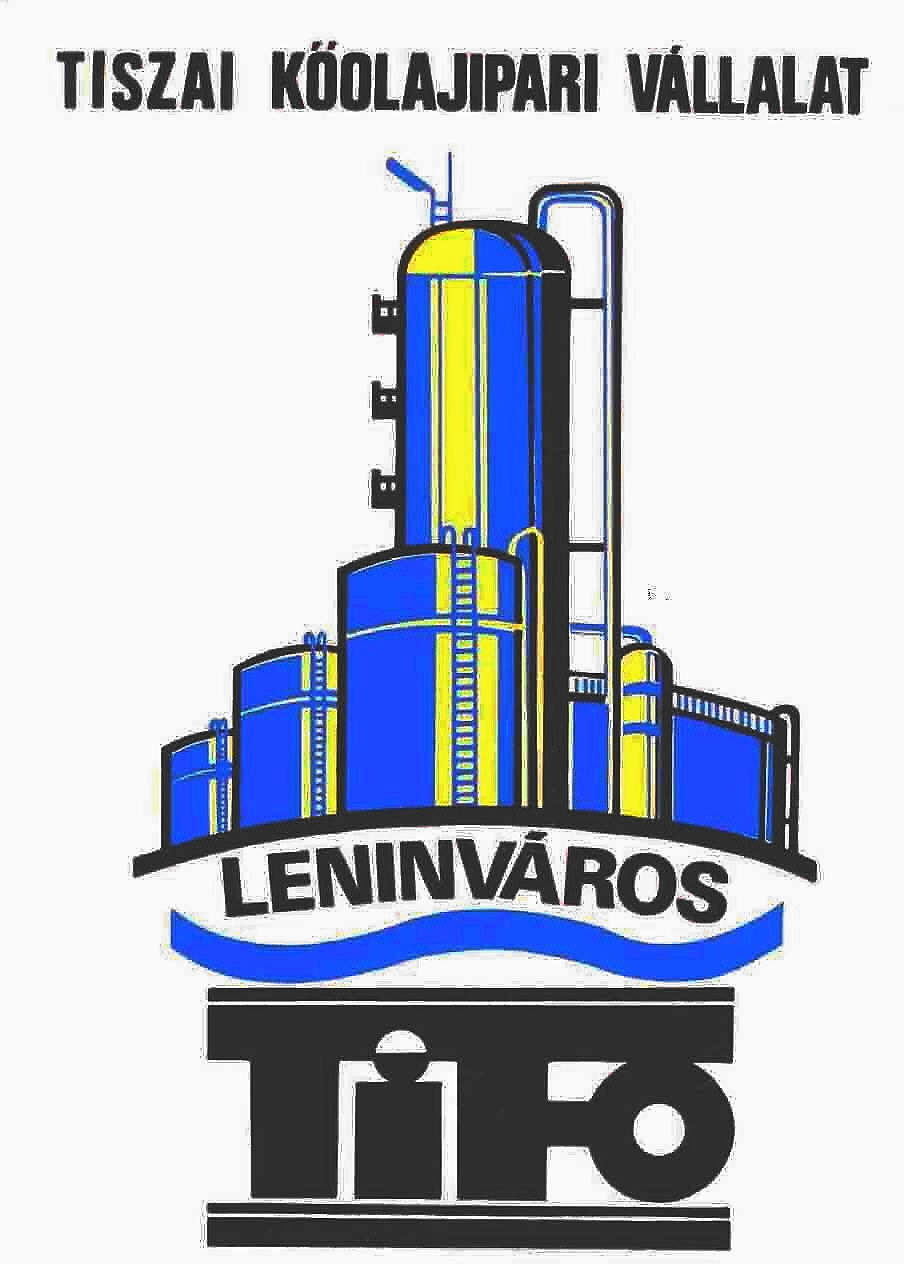
TIFO egykori logója

A Tiszai Kőolajipari Vállalat (TIFO) létesítményei a Gazdasági Bizottság 1972. november 13-án kelt 10189/1972. számú határozatának alapján épültek. A vállalatot a Nehézipari Minisztérium 1973. január 1-jei hatállyal hozta létre leninvárosi székhellyel, mai nevén Tiszaújvárosban.
A kőolaj-finomító létesítését a hazai kőolajtermék-fogyasztás prognosztizált növekedése és a térségben kiépülő nehézipari létesítmények alapanyag ellátásának biztosítása indokolta. A tervek értelmében olyan bővíthető kőolaj-finomítót kellett építeni, amely a térség motorhajtóanyag ellátása mellett a TVK olefinművel és az új Tiszai Erőművel integrált kapcsolatban létesül, azaz a vállalatok egymás anyagáramait feldolgozzák és energiát szolgáltatnak egymásnak. Ennek értelmében a TIFO vegyipari alapanyagot szolgáltat a TVK számára és a Tiszai Hőerőmű fűtőanyag ellátását is biztosítja, a TIFO átveszi a TVK etiléngyártása során keletkező benzinkomponenst, amit felhasznál a benzinkeverés során, míg a kőolaj-finomító és a vegyipari vállalat energia- és gőzellátásáról a szomszédos hőerőmű gondoskodik.
A Tiszai Kőolajipari Vállalat a tervkoncepció szerint egy 6 millió t/év kapacitású, tovább bővíthető olajfinomítóként került bemutatásra. Kormánydöntés értelmében 1972-ben határozatban fogalmazódott meg, hogy a TIFO létesítését szakaszolni kell. Első ütemben egy 3 millió tonna/év névleges kapacitású kombinált üzemblokkot – ami atmoszférikus és vákuumdesztillációs egységet, gázolaj-kénmentesítőt, kénkinyerőt, benzin merkaptán-mentesítőt és propán-bután kénmentesítőt üzemeket tartalmaz – kellett üzembe helyezni, valamint 860 m³ ezer tárolótartály-kapacitást kellett létesíteni.

## Beruházás, gyárépítés
A beruházás megvalósítása 1973-ban kezdődött. Az első jelentősebb üzembe helyezésre 1974. év végén került sor a térségben már az építés során jelentkező logisztikai feladatok szükségszerű kiszolgálása érdekében, mikor megvalósult a TVK működő pirolízis üzeméből csővezetéken érkező pirolízisbenzin kiszállításához szükséges vasúti berendezések és a hosszhidas töltő-lefejtő beruházása. A TVK olefinmű részére érkező vegyipari benzin tárolására szolgáló első tartályblokk 1975-ben készült el a tárolótéren, majd további benzintartályok kerültek telepítésre 1976-ban. Ebben az időszakban már a beruházási feladatokon túl a vállalat feladatát képezte a TVK olefinművét kiszolgáló pirolízisbenzin és vegyipari benzin forgalmazása is.
A kombinált üzemblokk 1979-re készült el, amely a helykihasználás és az energiatakarékosság jegyében került megépítésre: az üzemblokk egységei integráltan, közbenső tároló tartályok nélkül kapcsolódtak, és így megtakarítható volt az anyagáramok továbbítása során a lehűtéssel és felmelegítéssel együtt járó energiafogyasztás, és az irányítás egy központi irányítóteremből történt. A kőolaj-feldolgozás és termelő tevékenység 1979. szeptember 23-án kezdődött, majd egyéves sikeres próbaüzemeltetés után 1980. október 31-én került sor a TIFO gyáravató ünnepségére.

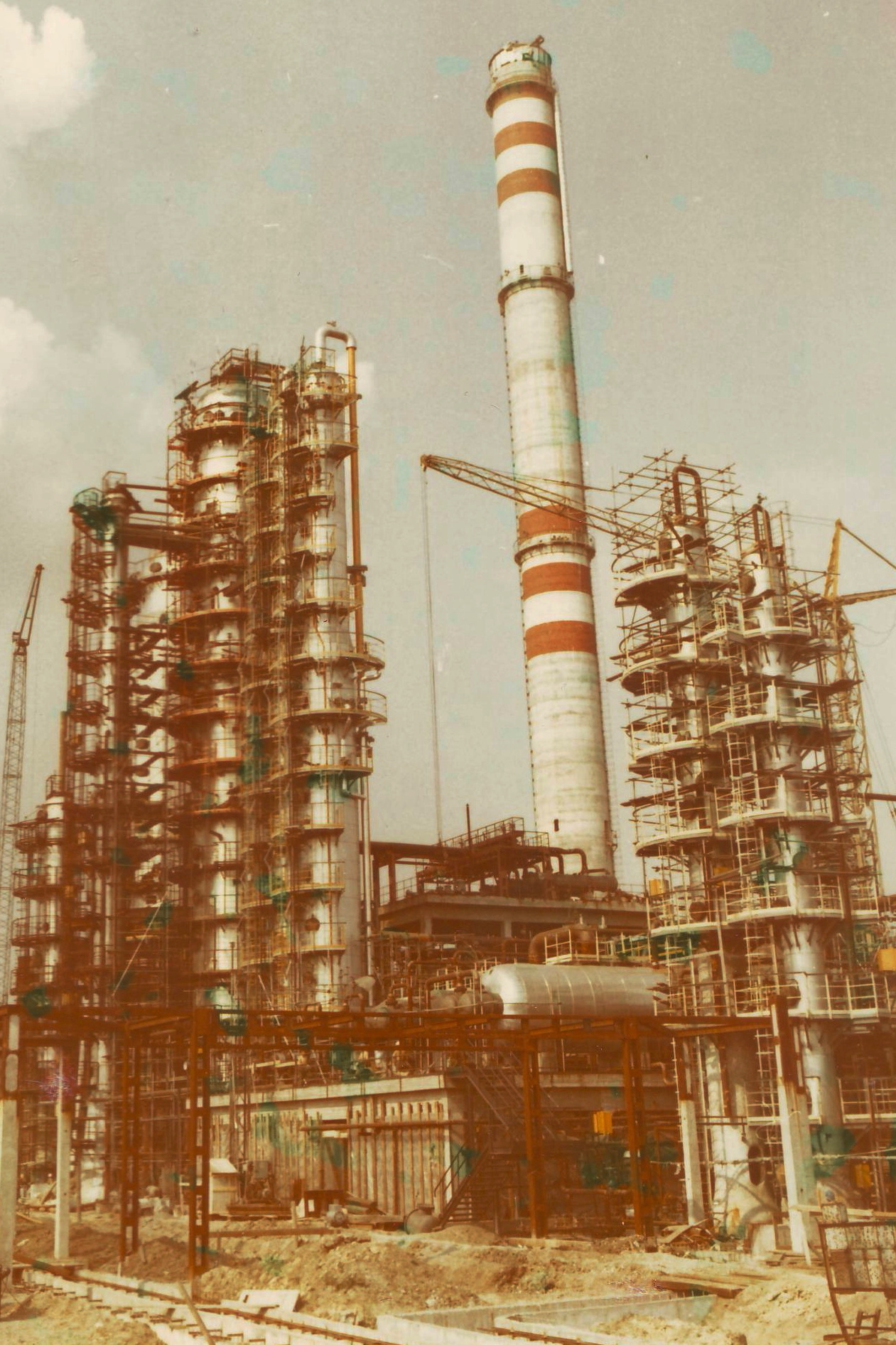
TIFO - épül a kőolajfeldolgozó üzemblokk, 1978.

A telepítés során az 1973-74-es, majd az 1970-es évek végén és a 80-as évek elején bekövetkezett energiaválság hatására a kőolaj világpiaci ára jelentősen megemelkedett, amely a kőolaj-feldolgozás során keletkező termékstruktúra jelentős változását eredményezte. Alaposan felül kellett vizsgálni az eredeti tervek szerinti további kapacitásnövelési elképzeléseket a '80-as években. Ennek eredményeképpen a hazai kőolaj-feldolgozás prognosztizált mértéke jelentősen csökkent, és előtérbe került a fehéráruhozamot növelő másodlagos konverziós technológiák kiépítése iránti igény, melyek végül jórészt más finomítóban valósultak meg. Ekkor nyilvánvalóvá vált, hogy a feldolgozó kapacitás bővítése, azaz a TIFO II. beruházási üteme sohasem valósul meg.

## Működés
A finomító a legmagasabb, 1,4-1,6 millió m³/év feldolgozott kőolajmennyiséget az 1980-as évek elején és közepén érte el, azonban a rendelkezésre álló feldolgozó kapacitás sosem került kihasználásra. A megépült infrastruktúrájára jellemző, hogy az nagyobb, mint ahogyan azt a megvalósult termelési kapacitás indokolta volna, mivel a beruházás során megvalósult első ütemben a működéshez szükséges nem megosztható alaplétesítményeket is ki kellett építeni. A vállalat számára a továbblépés lehetőségét az alap infrastruktúra hasznosítása, új utak keresése és a hatékonyság javítása jelentette.
A feldolgozó üzemmel együtt felépült egy egymillió m³ kapacitásra bővített befogadó képességű kőolaj- és szénhidrogéntermék-tárolótér. A hozzá kapcsolódó töltő- és szállítókapacitás, benzinkeverő üzem és energetikai létesítmények alapjául szolgáltak a későbbi hazai stratégiai szénhidrogén-tároló kapacitás biztosításához és a szénhidrogénipar logisztikai feladatainak ellátásához. 
A TIFO fejlesztésére irányuló törekvések egyik sikeres beruházása volt 1983-ban a metil-tercier-butil-éter (MTBE) üzem megépítése, amely terméke kitűnő motorbenzin-komponens, és alkalmazásával vált lehetővé a hazai ólommentes benzin gyártásának megindítása. Az MTBE gyártásához kapcsolódóan több ütemben valósult meg az izobutilén előállítása, amely 2000-ig működött a vállalat területén. 
A TIFO a kor lehetőségeihez mérten magas technológiai színvonalon épült meg, ebbe nemcsak a termelő üzemeket, hanem a tartályparkot, a környezetvédelmi célú (vízgazdálkodás és szennyvízkezelés) létesítményeket, a tűzvédelmet és az alkalmazott elektronikus irányítástechnikai rendszereket is beleértve. Magyarországon a TIFO volt a második vállalat – az olajiparban az első – amelyik 1992-ben bevezette a Minőségbiztosítási Rendszert, és ezt követően 1996-ban a Környezetvédelmi Tanúsítást is megszerezte. A vállalatnál komplex korrózióvédelmi rendszereket dolgoztak ki és alkalmaztak a technológiai kombinált üzemben, a tárolótéren és a vízgazdálkodás területén.

## Szervezeti változások, integráció
A beruházás időszakában a Nehézipari Minisztérium elrendelte a korábbi Nyírbogdányi Kőolajipari Vállalat Tiszai Kőolajipari Vállalathoz történő csatolását 1976. január 1-jei hatállyal. Ezt követően a nyírbogdányi egység a TIFO gyáregységeként végezte tevékenységét. A TIFO életében a működést érintő fontos változás volt, hogy a hazai olajipar jogi-szervezeti átalakulását követően a MOL Rt. 1991-ben egységes, integrált, központilag irányított olajtársaságként jött létre, a Tiszai Kőolajipari Vállalatot is magában foglalva. A TIFO kőolaj-desztillációs tevékenységének 2001. évben történt leállítását követően tovább folytatódott a gázolaj-kénmentesítés, benzinkeverés és MTBE előállítási tevékenység.